# Ка дел Пино Басо (Ређо Емилија)
Ка дел Пино Басо је насеље у Италији у округу Ређо Емилија, региону Емилија-Ромања.
Према процени из 2011. у насељу је живело 15 становника. Насеље се налази на надморској висини од 309 м.